# Мата д’Астарак
Мата, Марта (фр. Marthe d’Astarac; ок. 1488 — после 1550) — графиня Астарака. Последняя представительница Второго Астаракского дома, правившего с начала 13 века. Дочь Жана IV (V).
21 мая 1505 года вышла замуж за Гастона III де Фуа-Кандаль (ум. 1536), капталя де Бюш, графа де Бенож и де Кандаль.
Наследовала отцу после его смерти в 1511 году. На долю в графстве претендовали и другие сёстры — Жаклина и Магдалина, но после нескольких судебных процессов дело ограничилось денежной компенсацией (например, Магдалине Мата выплатила 26 тысяч ливров).
Гастон де Фуа-Кандаль в качестве графа Астарака принёс оммаж королю Франциску I 14 апреля 1517 года.
Летом 1526 года произошёл кровавый конфликт между жителями Миранды и сыновьями Маты. Они в ответ на оскорбления подвергли город бомбардировке, в результате которой было много погибших, и осаде. Мирандцы пожаловались в Тулузский парламент, и его решением город был конфискован в пользу Французской короны.
В результате графство Астарак лишилось значительной части своей территории. Только в 1570 году Миранда была возвращена Генриху де Фуа-Кандаль — внуку Маты.
Дети:
- Фредерик де Фуа (ум. 1571), граф де Кандаль и де Бенож;
- Жан де Фуа, граф д’Астарак;
- Пьер де Фуа;
- Франсуа де Фуа, епископ в Эр-сюр-л’Адур;
- Кристоф де Фуа, епископ в Эр-сюр-л’Адур с 1560;
- Шарль де Фуа, сеньор де Вильфранш и де Монкассен.